# Лоцман Руслана Олександрівна
Русла́на Олекса́ндрівна Ло́цман (нар. 17 липня 1988, с. Матусів, Шполянський район, Черкаська область) — співачка, Заслужена артистка України.

## Життєпис
Народилася в селі Матусів, Шполянського району, Черкаської області.
У 2005 році закінчила Сигнаївську середню школу з відзнакою та вступила до Київського Національного університету культури і мистецтв.
2005—2010 рр. — здобуває вищу освіту. Отримує дипломи магістра музичного мистецтва (КНУКіМ), магістра вокальної педагогіки (НПУ імені М.Драгоманова).
2011—2013 р. навчання в аспірантурі НПУ імені М. Драгоманова, захистила кандидатську дисертацію «Методика навчання народного співу майбутніх учителів музики в процесі вокальної підготовки». З того часу працює викладачем кафедри теорії та методики постановки голосу Інституту мистецтв НПУ імені М. Драгоманова.
У 2014 році заснувала мистецьке об'єднання «Народна Філармонія» разом з актрисою Раїсою Недашківською та композитором Іриною Кириліною.

## Творча діяльність
Переможець всеукраїнських та міжнародних пісенних конкурсів і фестивалів: «Шоу -Західний регіон», «Арт-транзит», «Барви осені», «Планета юності». Брала участь у святі європейської музики в Парижі; 20-й річниці встановлення дипломатичних відносин між Україною та Латвією; в залі Європарламенту в Страсбурзі; в Молдові; на фестивалі «Наша спадщина» в Нью-Йорку (США), Міжнародному кінофорумі «Золотий витязь» (Хабаровськ, Росія), Міжнародному фестивалі «Подляська октава культур» (м. Бєльц, Польща), Дні українського кіно в Румунії, Фестивалі Блюр-Вест у Канаді тощо. Перемоги у Всеукраїнських та Міжнародних пісенних конкурсах та фестивалях: «Шоу -Західний регіон», «Арт-транзит» (РФ), «Барви осені», «Планета юності» (Естонія) та інші.

## Громадська діяльність
2013—2014 р. — активний учасник Сцени Євромайдану.
У квітні 2014 року організовує та бере участь у Всеукраїнському благодійному турі на підтримку українських військових, вимушених переселенців з Криму та Донбасу, провівши понад 300 концертних заходів в рамках  проекту «Народна філармонія».

## Наукова діяльність і публікації
У 2003 році — наукова праця при Малій Академії Наук України на тему: «Збереження пісенних скарбів у селі Сигнаївка».
У 2013 році захистила кандидатську дисертацію за спеціальністю «теорія та методика музичного навчання». Автор близько 30 наукових статей на тему розвитку народного співу в Україні. Вивчає фольклор різних регіонів України, зокрема диск пісень записала від старожителів-співаків на рідній Черкащині.
Компанією «Менеджмент-ХХІ» видано два навчально-методичні видання з DVD додатками записів авторських уроків Руслани Лоцман з народного вокалу (серія № 19, 20, 2012 р.)
У жовтні 2022 року видала збірку поезій, роздумів та пісень «Переможемо з піснею! Щоденник арт-волонтера».
У 2022-23 роках опублікувала ряд статей у канадсько-українському часописі «Новий Шлях».

## Дискографія
Аудіодиски:
- «Обіймаю Україну!» (2011 р.)
- «Народна філармонія-Героям України» (2014 р.)
- «Переможемо з піснею!» (2015 р.)

## Відеографія
Відеокліпи:
- «Запалю свічу» (SV-GroupStudio), 2014 р.
- «Комбат Маруся» (реж. Д.Глухенький), 2015 р.

## Відзнаки та нагороди
- орден «За вірність козацьким традиціям» Всеукраїнського козацького війська, 2011 р.
- ювілейна медаль до 200-річчя Тараса Шевченка та медаль «Батьківщина Тараса Шевченка» від громади с. Шевченкове Звенигородського району Черкаської області, 2014 р.
- медаль «Незалежність України» ІІІ ступеня Міжнародної Академії «Золота фортуна» та Президента НАН України Б. Є. Патона,2014 р.
- медаль «Слава Україні — Героям слава!» від Громадського об'єднання  родин Небесної сотні. 2014 р.
- орден Святої Великомучениці Варвари від Патріарха Київської і всієї Руси-України Філарета, 2014 р.
- орден «За вірність народу України» за волонтерську діяльність та підтримку воїнів АТО від Асамблеї ділових кіл. 2015 р.
- лауреат Літературно-мистецької премії імені М.Вінграновського (м. Біла Церква, 2015 р.)
- почесне звання «Заслужений артист України», 2015 р.